# Hanomag Rekord

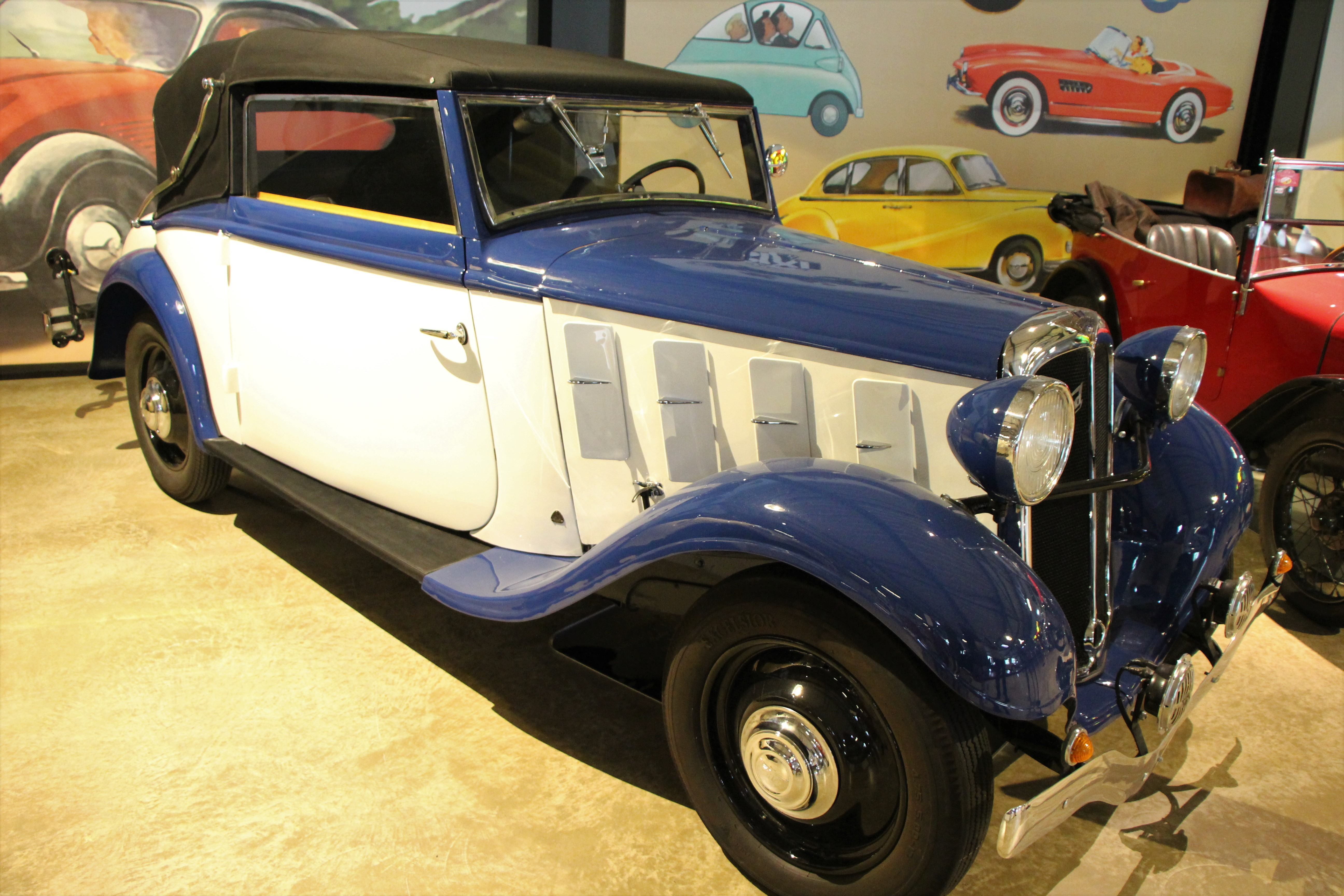
Hanomag Rekord als Cabrio

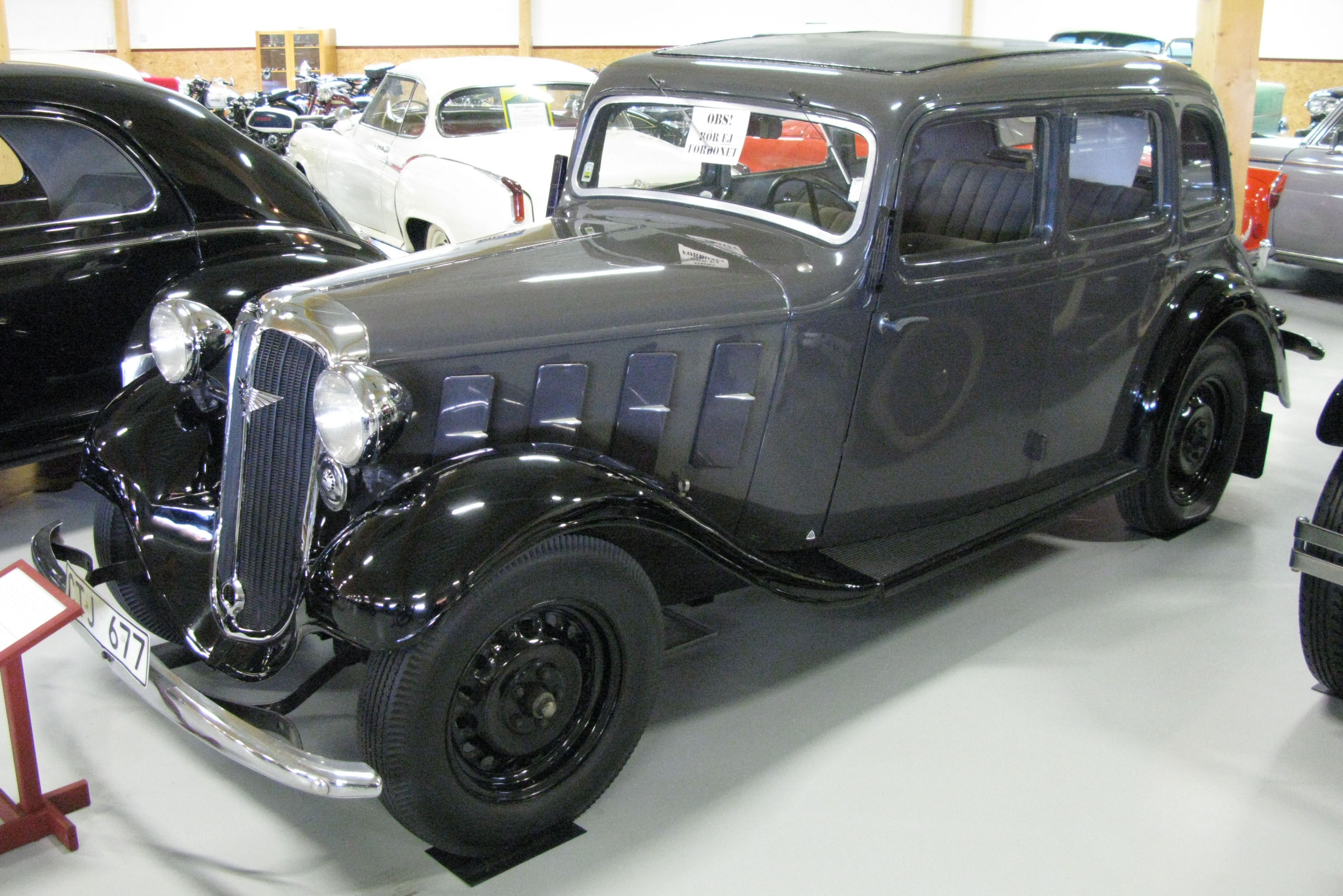
Hanomag Rekord als viertürige Limousine

Der Hanomag 6/32 PS Typ 15 wurde 1933 von dem Automobilhersteller Hanomag als erstes Pkw-Mittelklassemodell auf den Markt gebracht. Es handelte sich hierbei um einen Zwischentyp, von dem bis 1934 1.251 Exemplare gebaut wurden.

## Technik und Ausstattungsversionen
Das Fahrzeug besaß einen 4-Zylinder-OHV-Reihenmotor mit 1,5 Litern Hubraum, der 32 PS bei 3.000/min leistete und seine Kraft über ein 4-Gang-Getriebe auf die Hinterräder weiterleitete. Der Wagen hatte einen U-Profil-Pressstahlrahmen mit Kreuztraverse und zwei Starrachsen, die an Halbelliptik-Blattfedern aufgehängt waren, und war als 2- oder 4-türige Limousine (letztere ohne B-Säulen) oder als 2- oder 4-sitziges Cabriolet verfügbar.
1934 erhielt der Wagen einen Kastenprofil-Niederrahmen, Einzelradaufhängung mit Querblattfedern vorne und eine modernere Ganzstahl-Karosserie in „Jupiter-Form“ von Ambi-Budd. Er wurde in Hanomag Rekord Typ 15 K umbenannt. Die 4-türige Limousine bekam wieder B-Säulen; zusätzlich gab es einen Roadster (nur 1934) und einen Kübelwagen (ab 1936).
Ab 1937 gab es den Rekord mit Lochscheibenrädern, Stromlinienheck und etwas höherer Leistung (26 kW). In dieser Form wurde der benzingetriebene Wagen bis 1938 gebaut, insgesamt in 18.114 Exemplaren.
Ab 1936 stellte man den Hanomag Rekord Diesel Typ D 19 A mit Vierzylinder-Dieselmotor (1.910 cm³ Hubraum, 26 kW Leistung) und Vorkammereinspritzung her. Der Wagen wurde bereits im Februar 1936, zeitgleich mit dem Mercedes-Benz 260 D, auf der Berliner Automobilausstellung vorgestellt. Damit gehörte er zu den ersten Serien-PKW mit Dieselmotor, war aber im Unterschied zum Mercedes-Benz nicht sofort lieferbar. Den Diesel gab es als 2- oder 4-türige Limousine und als 2-sitziges Cabriolet. Aufgrund des hohen elektrischen Energiebedarfs für die Vorglühanlage wechselte man zu einer Bordnetzspannung von 12 Volt.
Ab 1939 wurde der Wagen in Hanomag Diesel Typ 19 K umbenannt und noch bis 1940 hergestellt. Insgesamt entstanden 1.074 Exemplare.

## Weltrekord
1939 stellte der Rennfahrer Karl Häberle mit einem auf dem Rekord Diesel beruhenden Rennwagen mit dem 1,9-Liter-Diesel-Motor vier Weltrekorde auf, darunter jenen der höchsten Geschwindigkeit über 5 Kilometer mit fliegendem Start.

## Technische Daten
| Typ                   | 6/32 PS Typ 15      | Rekord Typ 15 K (1. Serie) | Rekord Typ 15 K (2. Serie)           | Rekord Diesel Typ D 19 A             | Diesel Typ D 19 K                    |
| Bauzeitraum           | 1933–1934           | 1934–1936                  | 1937–1938                            | 1937–1938                            | 1939–1940                            |
| Aufbauten             | L2, L4, Cb2         | L2, L4, Cb2, R2, T4        | L2, L4, Cb2, T4                      | L2, L4, Cb2                          | L2, L4, Cb2                          |
| Motor                 | 4 Zyl. Reihe 4-Takt | 4 Zyl. Reihe 4-Takt        | 4 Zyl. Reihe 4-Takt                  | 4 Zyl. Reihe 4-Takt Diesel           | 4 Zyl. Reihe 4-Takt Diesel           |
| Ventile               | obengesteuert (ohv) | obengesteuert (ohv)        | obengesteuert (ohv)                  | obengesteuert (ohv)                  | obengesteuert (ohv)                  |
| Bohrung × Hub         | 71 mm × 95 mm       | 71 mm × 95 mm              | 71 mm × 95 mm                        | 80 mm × 95 mm                        | 80 mm × 95 mm                        |
| Hubraum               | 1504 cm³            | 1504 cm³                   | 1504 cm³                             | 1910 cm³                             | 1910 cm³                             |
| Leistung (PS)         | 32                  | 32                         | 35                                   | 35                                   | 35                                   |
| Leistung (kW)         | 23,5                | 23,5                       | 25,7                                 | 25,7                                 | 25,7                                 |
| bei Drehzahl (1/min)  | 3000                | 3000                       | 3500                                 | 3500                                 | 3500                                 |
| Drehmoment (Nm)       |                     |                            |                                      |                                      |                                      |
| bei Drehzahl (1/min)  |                     |                            |                                      |                                      |                                      |
| Verdichtung           | 5,5 : 1             | 5,6 : 1                    | 5,6–6,2 : 1                          | 20 : 1                               | 20 : 1                               |
| Verbrauch             | 11 l / 100 km       | 11,5 l / 100 km            | 11,5 l / 100 km                      | 8,5 l / 100 km                       | 8,5 l / 100 km                       |
| Getriebe              | 4-Gang              | 4-Gang                     | 4-Gang                               | 4-Gang                               | 4-Gang                               |
| Höchstgeschwindigkeit | 98 km/h             | 98 km/h                    | 98 km/h                              | 90 km/h                              | 90 km/h                              |
| Leergewicht           | 1040 kg             | 1050–1090 kg               | 1050–1090 kg                         | 1250–1290 kg                         | 1250–1290 kg                         |
| Zul. Gesamtgewicht    | 1440 kg             | 1450–1490 kg               | 1450–1490 kg                         | 1600–1640 kg                         | 1600–1640 kg                         |
| Elektrik              | 6 Volt              | 6 Volt                     | 6 Volt                               | 12 Volt                              | 12 Volt                              |
| Länge                 | 3800 mm             | 4250 mm                    | 4250 mm                              | 4250 mm                              | 4250 mm                              |
| Breite                | 1490 mm             | 1520 mm                    | 1520 mm                              | 1520 mm                              | 1520 mm                              |
| Höhe                  | 1625 mm             | 1610 mm                    | 1610 mm                              | 1610 mm                              | 1610 mm                              |
| Radstand              | 2610 mm             | 2825 mm                    | 2825 mm                              | 2825 mm                              | 2825 mm                              |
| Spur vorne/hinten     | 1210 mm / 1250 mm   | 1250 mm / 1250 mm          | 1250 mm / 1250 mm                    | 1250 mm / 1250 mm                    | 1250 mm / 1250 mm                    |
| Wendekreis            | 11 m                | 11,5 m                     | 11,5 m                               | 11,5 m                               | 11,5 m                               |
| Reifengröße           | 4,75-17"            | 4,75-17"                   | 4,75-17" oder 5,25-17" oder 5,50-16" | 4,75-17" oder 5,25-17" oder 5,50-16" | 4,75-17" oder 5,25-17" oder 5,50-16" |

- L2 = 2-türige Limousine
- L4 = 4-türige Limousine
- Cb2 = 2-türiges Cabriolet
- R2 = 2-türiger Roadster
- T4 = 4-sitziger Kübelwagen